# Hjördis Petterson

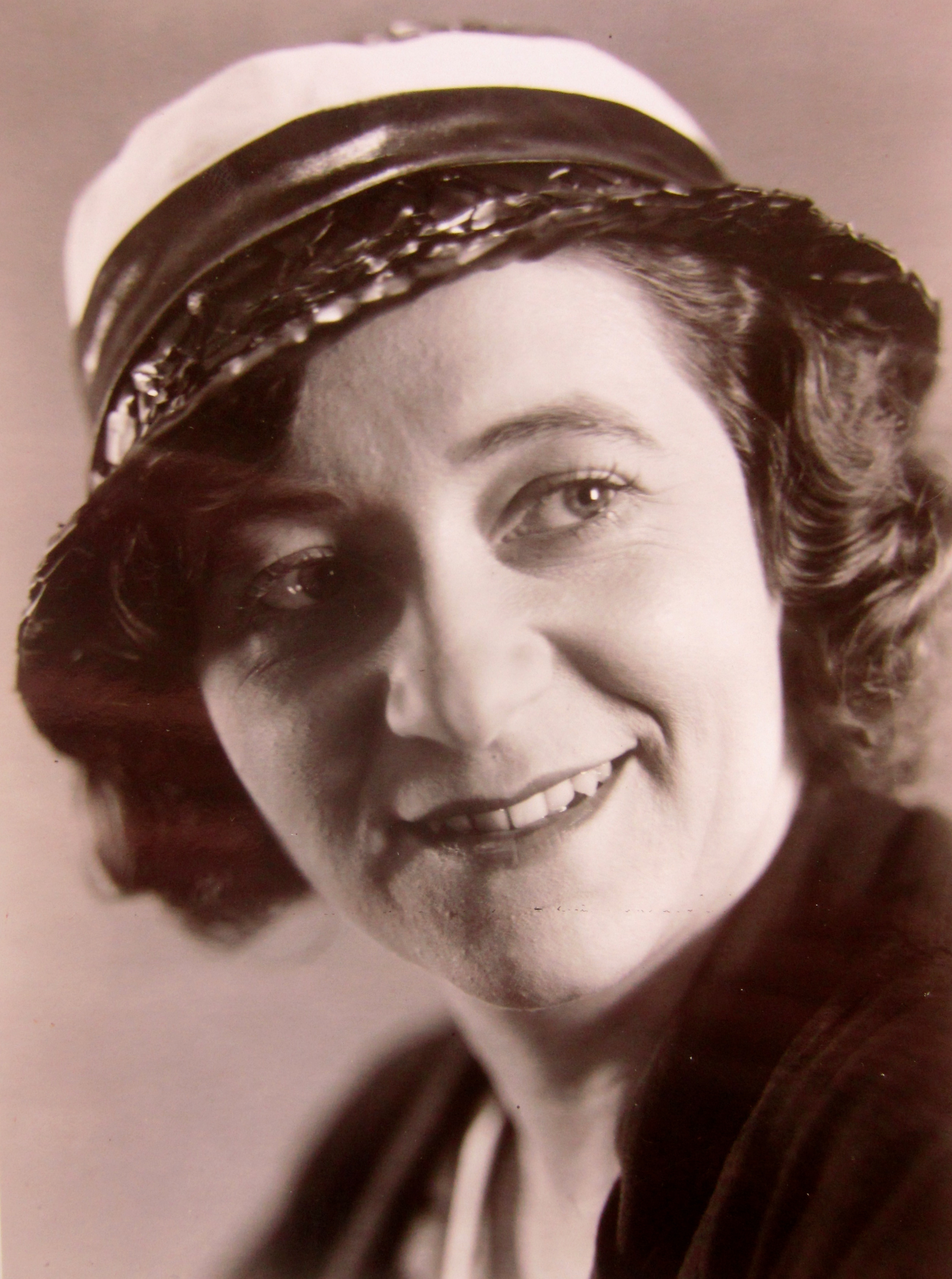
Hjördis Petterson fotografiada por Louis Huch

Hjördis Petterson (17 de octubre de 1908 – 27 de mayo de 1988) fue una actriz y cantante de nacionalidad sueca.

## Biografía
Su nombre completo era Hjördis Olga Maria Pettersson, y nació en Visby, Suecia, criándose en Gotland. Con más de 140 producciones cinematográficas y televisivas fue, junto a Julia Caesar, la actriz más activa de Suecia en las pantallas. Debutó en 1933 con la película Kanske en diktare. Cursó estudios en la escuela del Teatro Dramaten en 1927–1930, trabajando en dicho centro en diferentes períodos hasta el año 1985. Algunas destacadas obras en las cuales participó en el Dramaten fueron La leyenda de Gösta Berling (1936), Como gustéis (1938), Änkeman Jarl (1939), La ópera de los tres centavos (1969), Spöksonaten (1973) y Kattlek (1985). Además de su trabajo interpretativo, Petterson también dio clases en la escuela del Dramaten.
Hjördis Petterson debutó en el Teatro Popular de Gotemburgo con la farsa Gröna Hissen en 1930. En sus primeros años de carrera hizo varias importantes actuaciones en el Teatro Municipal de Gotemburgo. Trabajó en 1931 por vez primera en  una revista de Karl Gerhard. Fue una de las protagonistas de Arsénico y encaje antiguo en 1943, pieza representada en el Teatro Oscar. Además, durante 22 temporadas formó parte del espectáculo Kar de Mumma-revyn, representado primero en el Blancheteatern y después en el Folkan.
El papel más conocido de Petterson fue el de Selma Olsson en la popular serie radiofónica Lilla Fridolf, en la cual Douglas Håge encarnaba al personaje titular. La serie exigía una continuación, y se rodaron cuatro películas con los mismos personajes entre 1956 y 1959.
Fue también una consumada cantante de cuplé, y en 1975 interpretó un disco LP dedicado al género que incluía el tema Den vredgade sjömanhustrun. En 1974 cantó en el Vasateatern en el show de Karl Gerhard Hej på dej, du gamla primadonna. En el disco Nej till kärnkraft! (1979) interpretó el tema "Himlen är röd". Fue también una destacada intérprete de textos del poeta Bo Setterlind.
Escribió un libro de memorias en 1983, Rosor & ruiner, en colaboración con Inga Maria Kretz.
Hjördis Petterson falleció en Estocolmo, Suecia, en el año 1988. Fue enterrada en el Cementerio de la Iglesia de Tofta, en el Municipio de Gotland. Había estado casada con Olle Lindholm (1937–1939) y con Fred Renstroem (1942–1949).

## Filmografía (selección)
- 1933 : Kanske en diktare
- 1934 : Eva går ombord
- 1934 : Anderssonskans Kalle
- 1934 : Pettersson - Sverige
- 1934 : Sången till henne
- 1934 : Synnöve Solbakken
- 1936 : Ä' vi gifta?
- 1936 : Äventyret
- 1936 : Janssons frestelse
- 1936 : Fröken blir piga
- 1936 : Familjens hemlighet
- 1936 : Annonsera!
- 1936 : Alla tiders Karlsson
- 1937 : Pappas pojke

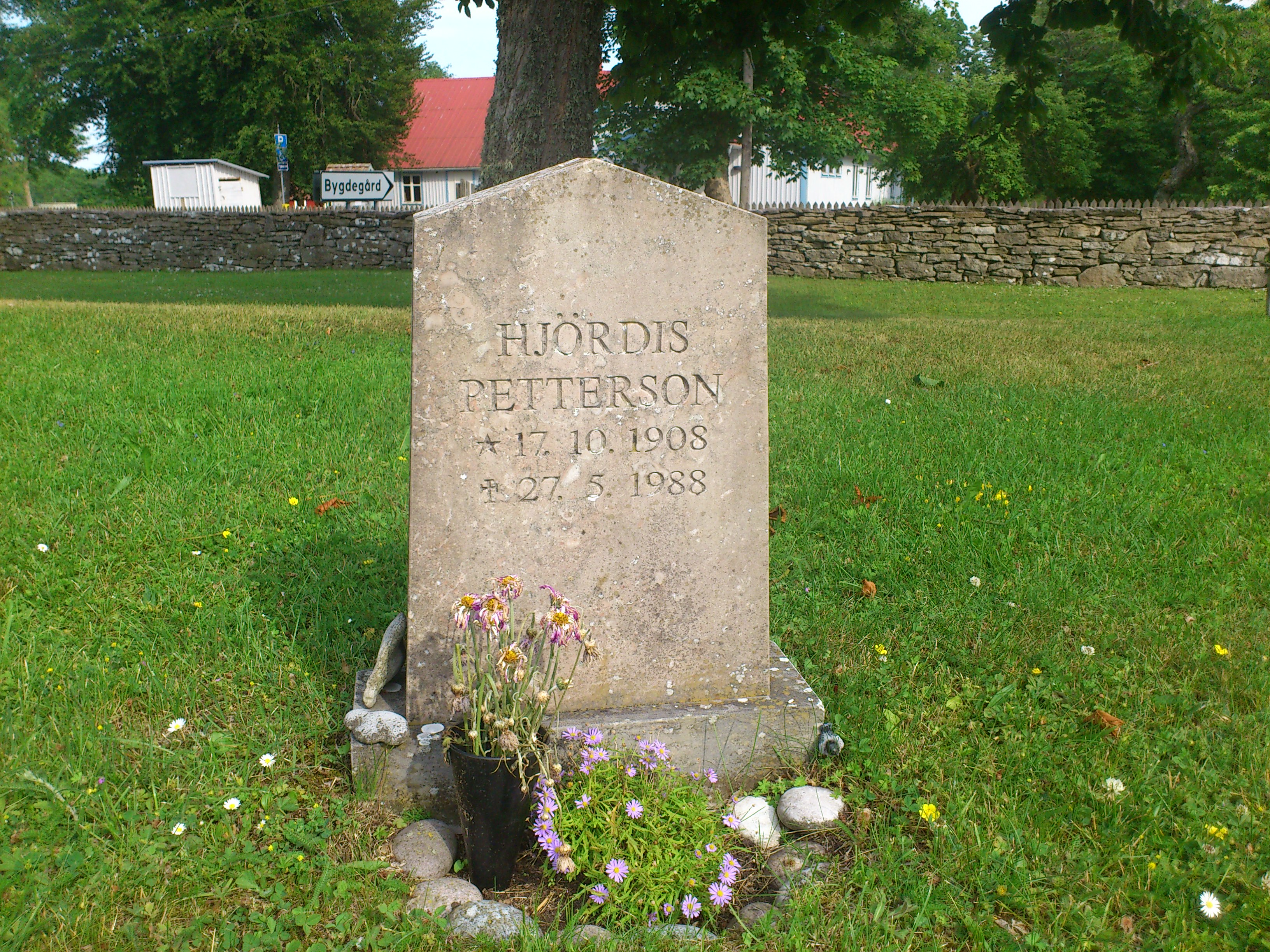
Tumba de Hjördis Pettersons en el Cementerio de la Iglesia de Tofta, en la Isla de Gotland

- 1937 : En flicka kommer till sta'n
- 1937 : Snow White and the Seven Dwarfs
- 1938 : Styrman Karlssons flammor
- 1939 : Rosor varje kväll
- 1939 : Landstormens lilla Lotta
- 1940 : Stora famnen
- 1940 : Lillebror och jag
- 1940 : Kyss henne!
- 1940 : Hans Nåds testamente
- 1941 : Ung dam med tur
- 1941 : Striden går vidare
- 1941 : Lärarinna på vift
- 1941 : Lasse-Maja
- 1941 : Bara en kvinna
- 1942 : Vi hemslavinnor
- 1942 : Sexlingar
- 1942 : Morgondagens melodi
- 1942 : Löjtnantshjärtan
- 1942 : Jacobs stege
- 1942 : Farliga vägar
- 1942 : En trallande jänta
- 1943 : Kvinnor i fångenskap
- 1943 : I dag gifter sig min man
- 1944 : Appassionata
- 1944 : Lilla helgonet
- 1944 : Vår Herre luggar Johansson
- 1944 : Stopp! Tänk på något annat
- 1944 : Dolly tar chansen
- 1944 : Vändkorset
- 1945 : Pettersson & Bendels nya affärer
- 1945 : Lidelse
- 1945 : Den allvarsamma leken
- 1945 : Resan bort
- 1945 : Vandring med månen
- 1945 : 13 stolar
- 1946 : Johansson och Vestman
- 1946 : Medan porten var stängd
- 1946 : Det regnar på vår kärlek
- 1946 : Kärlek och störtlopp
- 1946 : Försök inte med mej ..!
- 1946 : Eviga länkar
- 1947 : Bruden kom genom taket
- 1947 : Stackars lilla Sven
- 1947 : Barco a la India
- 1948 : Solkatten
- 1948 : De kämpade sig till frihet
- 1948 : Lilla Märta kommer tillbaka
- 1948 : Hjältar mot sin vilja
- 1949 : Sjösalavår
- 1950 : Hjärter Knekt
- 1951 : Leva på "Hoppet"
- 1951 : Frånskild
- 1952 : Mot framtiden
- 1952 : Flyg-Bom
- 1952 : Klasskamrater
- 1952 : Trots
- 1952 : När syrenerna blomma
- 1952 : Under svällande segel
- 1953 : Dumbom
- 1953 : I dimma dold
- 1953 : Göingehövdingen
- 1954 : Sju svarta "Be-Hå"
- 1954 : Förtrollad vandring
- 1954 : I rök och dans
- 1954 : Taxi 13
- 1954 : Dans på rosor
- 1954 : Östermans testamente
- 1955 : Friarannonsen
- 1955 : Flicka i kasern
- 1955 : Hemsöborna
- 1955 : Den underbara lögnen
- 1956 : Swing it, fröken
- 1956 : Flickan i frack
- 1956 : Lille Fridolf och jag
- 1956 : Egen ingång
- 1956 : Ett dockhem
- 1956 : Rasmus, Pontus och Toker
- 1957 : Aldrig i livet
- 1957 : Lille Fridolf blir morfar
- 1957 : Räkna med bråk
- 1957 : Gårdarna runt sjön
- 1957 : Mästerdetektiven Blomkvist lever farligt
- 1958 : Fröken April
- 1959 : Enslingen i blåsväder
- 1959 : Himmel och pannkaka
- 1959 : Fröken Chic
- 1959 : Fridolfs farliga ålder
- 1960 : När mörkret faller
- 1960 : Tre önskningar
- 1961 : Ljuvlig är sommarnatten
- 1961 : Stöten
- 1961 : Lustgården
- 1962 : Vita frun
- 1963 : Sten Stensson kommer tillbaka
- 1963 : Sällskapslek
- 1964 : Henrik IV
- 1965 : Kattorna
- 1966 : Träfracken
- 1967 : En sån strålande dag
- 1968 : Jag – en kvinna 2
- 1968 : Pappa varför är du arg - du gjorde likadant själv när du var un
- 1968 : Åsa-Nisse och den stora kalabaliken
- 1972 : Skärgårdsflirt (TV)
- 1973 : Charlotte's Web
- 1973 : Anderssonskans Kalle i busform
- 1978 : Picassos äventyr
- 1980 : Barnens ö
- 1980 : Mannen som blev miljonär
- 1981 : Sopor
- 1981 : Hans Christian och sällskapet (TV)
- 1985 : Mask of Murder

## Teatro

### Actriz
- 1926 : Värmlänningarna, de Fredrik August Dahlgren y Andreas Randel
- 1926 : En pappa sökes, de Einar Holmberg
- 1927 : El sueño de una noche de verano, de William Shakespeare, dirección de Olof Molander, Dramaten
- 1927 : Folket i Simlångsdalen, de Fredrik Ström, gira
- 1928 : Peer Gynt, de Henrik Ibsen, dirección de Olof Molander, Dramaten
- 1928 : Bröllopet på Ulfåsa, de Frans Hedberg, dirección de Karl Hedberg, Dramaten
- 1929 : Dunungen, de Selma Lagerlöf, dirección de Karl Hedberg, Dramaten
- 1929 : Erik XIV, de August Strindberg, dirección de Gustaf Linden, Dramaten
- 1929 : Nyss utkommen!, de Édouard Bourdet, dirección de Gustaf Linden, Dramaten
- 1929 : Siegfried, de Jean Giraudoux, dirección de Olof Molander, Dramaten
- 1929 : Äventyret, de Gaston Arman de Caillavet y Robert de Flers, dirección de Karl Hedberg, Dramaten
- 1929 : Sällsamt mellanspel, de Eugene O'Neill, dirección de Per Lindberg, Dramaten
- 1929 : Madame Sans-Gêne, de Victorien Sardou, Dramaten
- 1930 : Ungkarlspappan, de Edward Childs Carpenter, dirección de Olof Molander, Dramaten
- 1930 : Fiesco, de Friedrich von Schiller, dirección de Olof Molander, Dramaten
- 1930 : Gröna hissen, de Avery Hopwood, dirección de Theodor Berthels, Teatro Popular de Gotemburgo
- 1930 : Ungkarlspappan, de Edward Childs Carpenter, dirección de Gunnar Tolnæs, Teatro Popular de Gotemburgo
- 1930 : Svarta pärlor, de Bruno Frank, dirección de Gabriel Alw, Teatro Popular de Gotemburgo
- 1930 : Propp, de Franz Arnold y Ernst Bach, Teatro Popular de Gotemburgo
- 1930 : Storken, de Thit Jensen, dirección de Theodor Berthels, Teatro Popular de Gotemburgo
- 1930 : Signora Cavallini, de Edward Sheldon, dirección de Margot Ryding, Teatro Popular de Gotemburgo
- 1930 : Strumpebandet, de Avery Hopwood, dirección de Margot Ryding, Teatro Popular de Gotemburgo
- 1931 : La viuda alegre, de Franz Lehár, Victor Léon y Leo Stein, dirección de Gösta Ekman (sénior) y Per Lindberg, Konserthusteatern
- 1931 : Bandet, de August Strindberg, dirección de Per Lindberg, Konserthusteatern
- 1931 : Hans nåds testamente, de Hjalmar Bergman, dirección de Per Lindberg, Vasateatern
- 1931 : Etienne, de Jacques Duval, dirección de Gösta Ekman (sénior), Konserthusteatern
- 1931 : En japansk tragedi, de John Masefield, dirección de Per Lindberg, Konserthusteatern
- 1931 : Soldat Schweijk, de Jaroslav Hašek, dirección de Olof Sandborg, Teatro Popular de Gotemburgo
- 1931 : Här va' de' eller Varuhuset Sverige, de Karl Gerhard y Gösta Stevens, Teatro Popular de Gotemburgo
- 1932 : Leendets land, de Franz Lehár, dirección de Gösta Ekman (sénior), Konserthusteatern
- 1932 : Tidens ansikten, en femtonöresopera, de Karl Gerhard, dirección de Karl Gerhard, Vasateatern
- 1932 : Frihetsligan, de Jules Romains, dirección de Per Lindberg, Vasateatern[3]
- 1932 : Till Hollywood, de George S. Kaufman y Marc Connelly, dirección de Gösta Ekman (sénior), Vasateatern[4]
- 1932 : Kanske en diktare, de Ragnar Josephson, dirección de Gösta Ekman (sénior), Vasateatern[5]
- 1932 : Mästerkatten i stövlarna, de Palle Rosenkrantz, dirección de Gösta Ekman (sénior), Vasateatern[6]
- 1932 : Patrasket, de Hjalmar Bergman, dirección de Gösta Ekman (sénior), Vasateatern
- 1932 : Broadway, de Philip Dunning y George Abbott, dirección de Mauritz Stiller, Vasateatern
- 1932 : Cándida, de George Bernard Shaw, dirección de Gösta Ekman (sénior), Vasateatern
- 1932 : I de bästa familjer, de Anita Hart y Maurice Braddell, dirección de Gösta Ekman (sénior), Folkan[7]
- 1933 : Domaredansen, de Erik Lindorm, dirección de Per-Axel Branner, Folkan[8]
- 1933 : Högre skolan, de Ferenc Molnár, dirección de Gösta Ekman (sénior), Vasateatern
- 1933 : Middag kl. 8, de George S. Kaufman y Edna Ferber, dirección de Gösta Ekman (sénior), Vasateatern[9]
- 1933 : Banken, de Louis Verneuil, dirección de Hjalmar Peters, Vasateatern[10]
- 1933 : Patrasket, de Hjalmar Bergman, dirección de Georges Pitoëff, Lorensbergsteatern
- 1934 : Hamlet, de William Shakespeare, dirección de Per Lindberg, Vasateatern
- 1934 : London City, de John van Druten, dirección de Gunnar Olsson, Vasateatern
- 1934 : Almost a Honeymoon, de Walter Ellis, dirección de Gösta Ekman (sénior), Vasateatern
- 1934 : Natten till den 17:de, de Lajos Zilahy, dirección de Pauline Brunius, Vasateatern
- 1934 : Bödeln, de Pär Lagerkvist, dirección de Per Lindberg, Vasateatern
- 1935 : Karriär-karriär, de Gábor Drégely, dirección de Gösta Ekman (sénior), Vasateatern
- 1935 : Ung kärlek, de Samson Raphaelson, dirección de Ragnar Arvedson, Konserthusteatern y gira
- 1935 : Fedja – Det levande liket, de LeónTolstói, dirección de Per Lindberg, Vasateatern[11]
- 1935 : En förtjusande fröken, de Ralph Benatzky, dirección de Gösta Ekman (sénior), Vasateatern
- 1935 : Flickan i frack, de Hjalmar Bergman, dirección de Per Lindberg y Karl Kinch, Vasateatern[12]
- 1935 : Innanför grindarna, de Sean O'Casey, dirección de Per Lindberg, Vasateatern[13]
- 1936 : Peter, Peter, de Curt Goetz, dirección de Gösta Ekman (sénior), Vasateatern[14]
- 1936 : La leyenda de Gösta Berling, de Selma Lagerlöf, dirección de Rune Carlsten, Dramaten
- 1936 : Kvartetten som sprängdes, de Birger Sjöberg, dirección de Rune Carlsten, Dramaten
- 1936 : Millionärskan, de George Bernard Shaw, dirección de Alf Sjöberg, Dramaten
- 1936 : Crimen y castigo, de Fiódor Dostoyevski, dirección de Alf Sjöberg, Dramaten
- 1936 : Till Damaskus (Del I), de August Strindberg, dirección de Olof Molander, Dramaten
- 1936 : Fridas visor, de Birger Sjöberg, dirección de Rune Carlsten, Dramaten
- 1936 : Hm, sa greven, de Kar de Mumma, dirección de Harry Roeck Hansen, Blancheteatern[15][16]
- 1937 : Skönhet, de Sigfrid Siwertz, dirección de Alf Sjöberg, Dramaten
- 1937 : Eva gör sin barnplikt, de Kjeld Abell, dirección de Rune Carlsten, Dramaten
- 1937 : Svenska Sprätthöken, de Carl Gyllenborg, dirección de Rune Carlsten, Dramaten
- 1937 : Höfeber, de Noël Coward, dirección de Alf Sjöberg, Dramaten
- 1937 : En sån dag!, de Dodie Smith, dirección de Rune Carlsten, Dramaten[17]
- 1937 : Kungens paket, de Staffan Tjerneld, dirección de Rune Carlsten, Dramaten
- 1938 : Mannen utan själ, de Pär Lagerkvist, dirección de Alf Sjöberg, Dramaten
- 1938 : Delila, de Ferenc Molnar, dirección de Rune Carlsten, Dramaten
- 1938 : Spel på havet, de Sigfrid Siwertz, dirección de Alf Sjöberg, Dramaten
- 1938 : Cirkus Juris, eller De siamesiska tvillingarna, de Svend Borberg, dirección de Svend Borberg, Dramaten
- 1938 : Kvinnorna, de Clare Boothe Luce, dirección de Rune Carlsten, Dramaten[18]
- 1938 : Mayerlingdramat, de Maxwell Anderson, dirección de Alf Sjöberg, Dramaten
- 1938 : Sex trappor upp, de Alfred Gehri, dirección de Pauline Brunius, Dramaten
- 1938 : Como gustéis, de William Shakespeare, dirección de Alf Sjöberg, Dramaten
- 1939 : Nederlaget, de Nordahl Grieg, dirección de Svend Gade, Dramaten
- 1939 : Tiden och vi, de John Boynton Priestley, dirección de Helge Wahlgren, Dramaten
- 1939 : Bridgekungen, de Paul Armont, Léopold Marchand, dirección de Rune Carlsten, Dramaten
- 1939 : Guldbröllop, de Dodie Smith, dirección de Carlo Keil-Möller, Dramaten
- 1939 : Anna Sophie Hedvig, de Kjeld Abell, dirección de Alf Sjöberg, Dramaten
- 1939 : Gustaf Vasa, de August Strindberg, dirección de Rune Carlsten, Dramaten
- 1939 : Kejsaren av Portugallien, de Selma Lagerlöf, dirección de Rune Carlsten, Dramaten
- 1940 : Änkeman Jarl, de Vilhelm Moberg, dirección de Rune Carlsten, Dramaten
- 1940 : Koppla av!, de George S. Kaufman y Moss Hart, dirección de Carlo Keil-Möller, Dramaten
- 1940 : Äventyret, de Gaston Arman de Caillavet y Robert de Flers, dirección de Carlo Keil-Möller, Dramaten
- 1940 : Morgondagens män, de Maxwell Anderson, dirección de Alf Sjöberg, Dramaten
- 1940 : Karl XII, de August Strindberg, dirección de Alf Sjöberg, Dramaten
- 1940 : Hyggliga människor, de Irwin Shaw, dirección de Knut Ström, Folkparksturné
- 1940 : Tomtefar, de Carlo Keil-Möller, dirección de Carlo Keil-Möller, Dramaten
- 1941 : Vi skiljas, de Victorien Sardou y Émile de Najac,

dirección de Alf Sjöberg, Dramaten
- 1941 : Gudarna le, de A.J. Cronin, dirección de Carlo Keil-Möller, Dramaten
- 1941 : Kar de Mummas ofullbordade, de Kar de Mumma, dirección de Leif Amble-Naess, Blancheteatern
- 1942 : Claudia, de Rose Franken, dirección de Carlo Keil-Möller, Dramaten
- 1942 : Ut till fåglarna, de Moss Hart y George S. Kaufman, dirección de Alf Sjöberg, Dramaten
- 1942 : Vår lilla stad, de Thornton Wilder, Folkparksturné
- 1942 : Munken går på ängen, de Carl Gandrup, dirección de John Zacharias, Nya teatern
- 1942 : Show Boat, de Jerome Kern y Oscar Hammerstein II, dirección de Leif Amble-Naess, Teatro Oscar
- 1942 : Kvinnan väntar, de Artur Lundkvist, dirección de Anna Norrie y Sandro Malmquist, Folkan[19]
- 1942 : Roberta, de Jerome Kern y Otto Harbach, dirección de Leif Amble-Naess, Teatro Oscar
- 1943 : Arsénico y encaje antiguo, de Joseph Kesselring, dirección de Torsten Hammarén, Teatro Oscar
- 1943 : Den okuvliga Mr Bunting, de Robert Greenwood, dirección de Martha Lundholm, Vasateatern[20]
- 1943 : Teater, de William Somerset Maugham, dirección de Martha Lundholm, Vasateatern[21]
- 1944 : Mans kvinna, de Vilhelm Moberg, dirección de Per Lindberg y Gösta Folke, Vasateatern
- 1944 : Det var nära ögat, de Thornton Wilder, dirección de Gunnar Skoglund, Vasateatern[22]
- 1944 : Rebeca, de Daphne du Maurier, dirección de Martha Lundholm, Vasateatern
- 1944 : Dödsdansen, de August Strindberg, dirección de Gunnar Skoglund, Vasateatern
- 1944 : Och han skämtar för dig, de Kar de Mumma, dirección de Leif Amble-Næss, Blancheteatern[23]
- 1945 : En glädjande tilldragelse, de Kar de Mumma, dirección de Leif Amble-Naess, Blancheteatern[24]
- 1946 : Ett lysande elände, de Karl Gerhard, dirección de Hasse Ekman, Teatro Oscar[25]
- 1946 : Kar de Mummas revystuga, de Kar de Mumma, dirección de Leif Amble-Naess, Blancheteatern
- 1946 : Mrs Warrens yrke, de George Bernard Shaw, dirección de Helge Wahlgren, Teatro Municipal de Gotemburgo
- 1947 : Kar de Mummas sällskapsresa, de Kar de Mumma, dirección de Hjördis Petterson, Blancheteatern[26]
- 1947 : Mig till skräck, de Ingmar Bergman, dirección de Ingmar Bergman, Teatro Municipal de Gotemburgo[27]
- 1947 : Kärleksgåvan, de Christopher Fry, dirección de Torsten Hammarén, Teatro Municipal de Gotemburgo
- 1948 : La casa de Bernarda Alba, de Federico García Lorca, dirección de Helge Wahlgren, Teatro Municipal de Gotemburgo
- 1948 : De 4 små, de Georges Roland, dirección de Josef Halfen, Teatro Municipal de Gotemburgo
- 1948 : Tjuvarnas bal, de Jean Anouilh, dirección de Ingmar Bergman, Teatro Municipal de Gotemburgo[28]
- 1948 : Skuggan av Mart, de Stig Dagerman, dirección de Helge Wahlgren, Teatro Municipal de Gotemburgo
- 1948 : Mollusken, de Hubert Henry Davies, dirección de Semmy Friedmann, Lisebergsteatern
- 1949 : Kort möte, de Noël Coward, dirección de Helge Wahlgren, Teatro Municipal de Gotemburgo
- 1949 : Kära gäster, de Noël Coward, dirección de Helge Wahlgren, Teatro Municipal de Gotemburgo
- 1949 : En vildfågel, de Jean Anouilh, dirección de Ingmar Bergman, Teatro Municipal de Gotemburgo[29]
- 1949 : Hans nåds testamente, de Hjalmar Bergman, dirección de Knut Ström, Teatro Municipal de Gotemburgo
- 1949 : Muerte de un viajante, de Arthur Miller, dirección de Knut Ström, Teatro Municipal de Gotemburgo
- 1949 : Lunchrasten, de Herbert Grevenius, dirección de Torsten Hammarén, Teatro Municipal de Gotemburgo
- 1950 : Guds ord på landet, de Ramón del Valle-Inclán, dirección de Ingmar Bergman, Teatro Municipal de Gotemburgo[30]
- 1950 : Affär är affär, de Octave Mirbeau, dirección de Helge Wahlgren, Teatro Municipal de Gotemburgo
- 1950 : En skugga, de Hjalmar Bergman, dirección de Ingmar Bergman, Intiman[31]
- 1950 : La ópera de los tres centavos, de Bertolt Brecht y Kurt Weill, dirección de Ingmar Bergman, Intiman[32]
- 1950 : Där de stora torskarna gå..., de Karl Gerhard, dirección de Karl Gerhard, Chinateatern
- 1951 : Drömflickan, de Elmer Rice, dirección de Hasse Ekman, Intiman
- 1951 : Resande utan bagage, de Jean Anouilh, dirección de Hasse Ekman, Intiman
- 1952 : Höfeber, de Noël Coward, dirección de Per Gerhard, Intiman
- 1952 : Lunchrasten, de Herbert Grevenius, dirección de Henrik Dyfverman, Intiman
- 1952 : Den eviga kärleken, eller En fri kvinna, de Armand Salacrou, dirección de Per Gerhard, Vasateatern
- 1952 : Pappa, mamma, barn, de André Roussin, dirección de Per Gerhard, Vasateatern
- 1952 : I kväll i Samarkand, de Jacques Deval, dirección de Per Gerhard, Vasateatern[33]
- 1953 : Hjältar, de George Bernard Shaw, dirección de Per Gerhard, Vasateatern
- 1953 : Grattis, grattis, dirección de Egon Larsson, Folkan[34]
- 1953 : Västkustsallad, de Olle H. Ohlsson, dirección de H. Pettersson y C. Thelander, Stora Teatern
- 1953 : Dårskapens timme, de Anna Bonacci, dirección de Per Gerhard, Vasateatern
- 1954 : Kärlekens vals, de Georges Neveux, dirección de Per Gerhard, Vasateatern[35]
- 1954 : Popperetten Bom, de Adolf Schütz y Paul Baudisch, dirección de Nils Poppe, Vasateatern
- 1954 : Serenad, de Lajos Lajtai y Staffan Tjerneld, dirección de Sven Aage Larsen, Folkan
- 1955 : Flyttkalas, de Kar de Mumma, dirección de Leif Amble-Naess, Folkan
- 1956 : Vi roar oss kungligt, de Kar de Mumma, dirección de Leif Amble-Naess, Folkan
- 1957 : Ett uppskattat nöje, de Kar de Mumma, dirección de Leif Amble-Naess, Folkan
- 1958 : Har den äran, de Kar de Mumma, dirección de Leif Amble-Naess, Folkan
- 1959 : Landet runt, de Kar de Mumma, dirección de Leif Amble-Naess, Folkan
- 1959 : Välkomna till varje pris, de Kar de Mumma, dirección de Leif Amble-Naess, Folkan
- 1960 : Slottstappning, de Kar de Mumma, dirección de Leif Amble-Naess, Folkan
- 1961 : Förälskad i Stockholm, de Kar de Mumma, dirección de Leif Amble-Naess, Folkan
- 1962 : Fritid, jämlikhet och djävulskap, de Kar de Mumma, dirección de Hasse Ekman y Jackie Söderman, Folkan
- 1963 : För vänskaps skull, de Kar de Mumma, dirección de Jackie Söderman y Per Gerhard, Folkan
- 1964 : Stockholmare, vet du vaad, de Kar de Mumma, dirección de Jackie Söderman, Folkan
- 1965 : Vår glada station, de Kar de Mumma, dirección de Herman Ahlsell, Folkan
- 1966 : Hej Hemskö, de Kar de Mumma, dirección de Herman Ahlsell, Folkan
- 1967 : Kyss Karlsson, de Kar de Mumma, dirección de Hasse Ekman, Folkan
- 1968 : La casa de Bernarda Alba, de Federico García Lorca, dirección de Bengt Ekerot, Stockholms stadsteater
- 1968 : El enfermo imaginario, de Molière, dirección de Stig Torsslow, Dramaten
- 1969 : La ópera de los tres centavos, de Kurt Weill y Bertolt Brecht, dirección de Alf Sjöberg, Dramaten
- 1969 : Bröllopsfesten, de Elias Canetti, dirección de Donya Feuer, Dramaten
- 1970 : Kasimir och Karoline, de Ödön von Horváth, dirección de Mimi Pollak, Dramaten
- 1970 : Borgaren och Marx, de Lars Forssell, dirección de Mimi Pollak, Dramaten
- 1970 : Bodas de sangre, de Federico García Lorca, dirección de Donya Feuer, Dramaten
- 1971 : Show, de Lars Forssell, dirección de Ingmar Bergman, Dramaten
- 1971 : Tartufo, de Molière, dirección de Mimi Pollak, Dramaten
- 1971 : Modern, de Stanislaw Ignacy Witkiewicz, dirección de Alf Sjöberg, Dramaten
- 1972 : Mandatet, de Nikolaj Erdman, dirección de Mimi Pollak, Dramaten
- 1973 : Spöksonaten, de August Strindberg, dirección de Ingmar Bergman, Dramaten
- 1973 : Kaptenen från Köpenick, de Carl Zuckmayer, dirección de Frank Sundström, Dramaten
- 1974 : Till Damaskus, de August Strindberg, dirección de Ingmar Bergman, Dramaten
- 1974 : Doktor Knock, de Jules Romains, dirección de Staffan Roos, Dramaten
- 1974 : Hej på dig, du gamla primadonna, de Karl Gerhard, dirección de Per Gerhard, Vasateatern[36]
- 1977 : Hagges revy, Berns salonger
- 1977 : Kar de Mummas festkavalkad, de Kar de Mumma, Folkan
- 1978 : Min fru går igen, de Noël Coward, dirección de Per Gerhard, Vasateatern[37]
- 1985 : Kattlek, de István Örkény, dirección de Lasse Pöysti, Dramaten

### Directora
- 1947 : Sällskapsresan, de Kar de Mumma, Blancheteatern
- 1951 : Ta hand om Amelie, de Georges Feydeau, Intiman
- 1953 : Popperetten Bom, de Adolf Schütz y Paul Baudisch, Vasateatern, dirección junto a Claes Thelander

## Radioteatro
- 1950 : Salig överstens döttrar, de Katherine Mansfield, dirección de Gustaf Molander[38]